# Francès
|  | Aquest article tracta sobre la llengua. Vegeu-ne altres significats a «francesos». |

El francès o francés (français  /fʁɑ̃sɛ/ (?·pàg.) o la langue française (/la lɑ̃ɡ fʁɑ̃sɛz/) és una llengua romànica occidental també coneguda com a llengua d'oïl -encara que no ho és, només és una llengua que prové de la llengua d'oïl- (per la manera de dir el mot «sí», i en oposició a l'occità, que empra «òc»).
Es va originar a l'àrea de París i es va estendre per tot França, imposada primer com a llengua de la reialesa. La República Francesa en va fer un element d'homogeneïtzació social i cultural en detriment de les altres llengües de l'Estat francès (occità, bretó, basc, català, alsacià, cors, etc.) i les altres llengües d'oïl (altres variants lingüístiques emparentades amb el mateix francès: picard, való, normand, gal·ló, etc.).
Amb el colonialisme, el seu ús es va estendre arreu del món, sobretot a l'Àfrica i en alguns punts d'Amèrica (fonamentalment Louisiana i el Quebec) i Oceania, on encara es conserva, i d'Àsia, on el seu ús com a llengua colonial és en reculada.
A Europa, gaudeix de reconeixement oficial, a més de França, a Bèlgica (Valònia i Brussel·les), a Suïssa (cantons occidentals), a Itàlia (Vall d'Aosta), a Luxemburg i a Mònaco.
Es calcula que parlen francès uns 80 milions de persones al món com a llengua materna, i uns 220 milions en total si s'hi inclouen els qui el parlen com a segona llengua.

## Història de la llengua

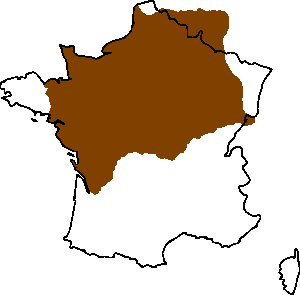
El francès dins França.

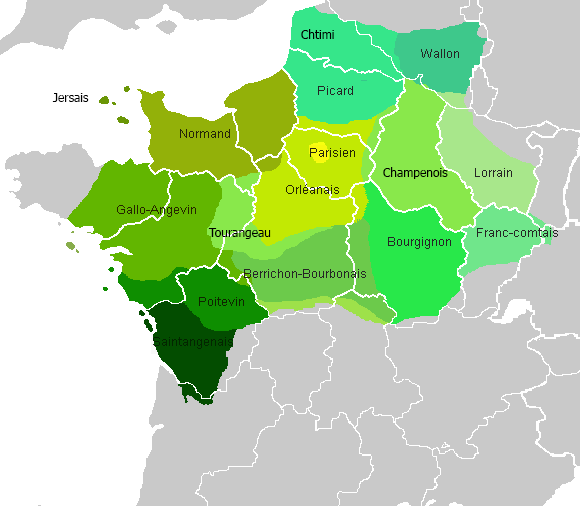
Mapa de les principals varietats històriques de llengües d'oïl.

### Orígens
El territori que avui és França va començar a ser poblat pels gals al voltant del segle vii aC, els quals parlaven llengües celtes que no posseïen escriptura. Cap al sud-oest, els aquitans parlaven probablement una llengua precursora del basc, però desconeixien l'escriptura. A la zona de Massilia (l'actual Marsella) els habitants de les colònies gregues parlaven i escrivien en aquest idioma, però no el van difondre més enllà de les seves colònies.
Tots aquests idiomes i altres parlats en l'antiga Gàl·lia segurament anaren desapareixent amb la colonització romana i la progressiva implantació del llatí. Amb el declivi de l'Imperi Romà, una sèrie de pobles d'origen germànic van arribar a la Gàl·lia romana. Entre ells, dos es van establir de manera més consolidada: els francs al nord i els visigots al sud, amb el riu Loira com a frontera. Tot i que tots dos pobles parlaven les seves pròpies llengües, aviat van adoptar el llatí parlat per la població. No obstant això, l'idioma parlat pels francs està en l'origen del neerlandès que és un idioma germànic parlat avui en dia en les seves diferents varietats en els Països Baixos, en part de Bèlgica i al nord de França.
Durant molt de temps, l'idioma parlat al nord de la Gàl·lia (en realitat ja França) és un llatí més o menys evolucionat, amb grans influències, fonamentalment fonètiques de l'idioma germànic parlat pels francs. Al sud, l'evolució és diferent, i per això a poc a poc es van diferenciant dues llengües amb una frontera que en principi es marcarà en el riu Loira, tot i que al llarg de la història s'anirà desplaçant cada vegada més cap al sud es parlava a la zona nord i la llengua d'oc al sud. La línia de separació anava del Massís Central a la desembocadura del riu Loira a Nantes.

### Naixement del francès
De qualsevol manera, no és pas simple d'establir el moment en què el llatí vulgar es transforma en francès o occità, però aquest moment cal situar-lo entre els segles VI i IX. A partir del segle vii ja es té testimoniatges que la llengua parlada en el territori de l'actual França és diferent del llatí i del germànic. El document fonamental és el dels Juraments d'Estrasburg (842), que es considera el text més antic escrit en protoromanç, en els quals les diferents tropes dels nets de Carlemany, Lotari, Carles el Calb i Lluís el Germànic juren respecte a la divisió que es produeix després de la mort de Lluís I el Pietós i que està marcada pel Tractat de Verdun, i es veuen obligats a fer-ho tant en llatí, com en germànic i en un idioma romanç, a cavall entre el llatí i el francès o l'occità (podria ésser una koine escrita, circumstancial o no). A França, els dos grans dialectes romanços abans esmentats passaran a ser coneguts amb els noms de  langue d'oc  i  langue d'oïl  (en funció de la manera que es deia «sí»). El francès actual és hereu d'aquest últim.
Poc temps després comença a aparèixer una literatura escrita per clergues en aquest nou idioma, amb l'aparició dels primers textos literaris (el primer és la Seqüència de Santa Eulàlia), entre els quals destaca la Cançó de Rotllan, l'idioma romanç va anar consolidant-se i diferenciant-se cada vegada més del llatí. A poc a poc es va transformar d'idioma declinat a llengua aïllant, en el qual l'ús de preposicions i l'ordre de les paraules en l'oració reemplacen el sistema de casos.

### Francès antic
El que es coneix com a francès antic es va anar consolidant a partir del segle xi, i encara que avui s'estudiï tot el que es parlava al nord del Loira com si es tractés d'una sola llengua, en realitat es tractava de dialectes amb elements comuns.
La influència germànica en l'idioma va obligar a usar en el llenguatge escrit alguns dígrafs per a reproduir alguns dels sons que s'utilitzaven, però que no havien existit en llatí vulgar. Així, la nasalització, un dels elements fonètics més característics de la influència germànica en el francès es va marcant en l'escriptura per l'ús de la  'n'  en posició final de síl·laba. L'evolució fonètica de la  'o'  llatina cap al so que actualment té en francès va obligar així mateix a utilitzar el dígraf  'ou'  per reproduir el so original d'aquesta lletra en llatí.
Aquí davall es presenten algunes evolucions fonètiques per segles que donen una idea del ritme dels principals canvis fonètics ocorreguts:
| Llatí                                                                  | Proto- romanç | francès antic | francès antic      | francés mitjà | francès moderns | francès moderns |
| Llatí                                                                  | Proto- romanç | segle ix      | segle XII          | segle xv      | segle xviii     | segle XXI       |
| ---------------------------------------------------------------------- | ------------- | ------------- | ------------------ | ------------- | --------------- | --------------- |
| PĔDE- 'peu'                                                            | *'pɛde        | /pieð/        | /pieθ/ pied        | /pie/         | /pie/           | /pie/ pied      |
| MATŪRU- 'madur'                                                        | *ma'turo      | /ma'ðyr/      | /mə'yr/ meür       | /myr/         | /myʀ/           | /myʀ/ mûr       |
| SCŪTU- 'escut'                                                         | *(i)s'kuto    | /es'kyð(o)/   | /es'ky/ escu       | /e'ky/        | /e'ky/          | /e'ky/ écu      |
| SÆTA- 'fletxa/sageta>seda'                                             | *'sɛta        | /seiðə/       | /seiə/ seie        | /soiə/        | /swɛə/          | /swa/ soie      |
| FŒMINA- 'dona'                                                         | *'femina      | /femnə/       | /femmə/ femme      | /fãmə/        | /fam(ə)/        | /fam/ femme     |
| HŎMINE- 'home'                                                         | *'omine       | /omnə/        | /ommə/ homme       | /õmə/         | /ɔm(ə)/         | /ɔm/ homme      |
| BĔLLUS 'bell, bonic'                                                   | *'bɛllos      | /bɛłs/        | /bɛaus/ beaus      | /be'au/       | /bio/           | /bo/ beau       |
| HABĒRE 'haver, tenir'                                                  | *a'bere       | /a'veire/     | /a'voir/ avoir     | /a'vwɛr/      | /a'vwɛʀ/        | /a'vwaʀ/ avoir  |
| IŪDICĀTU- 'jutjat'                                                     | *ʤudi'kato    | /ʤy'ʤieð(o)/  | /ʒy'ʒie/ jugié     | /ʒy'ʒe/       | /ʒy'ʒe/         | /ʒy'ʒe/ jugé    |
| CŎLLŌCĀRE 'posar, tendir>ajaçar, ajeure, fer reposar, colgar, acotxar' | *kollo'kare   | /koł'ʧier(e)/ | /ku'ʧier/ couchier | /ku'ʃie(r)/   | /ku'ʃe/         | /ku'ʃe/ coucher |

### Francès mitjà
Aquesta llengua de transició entre el francès antic i el francès modern va romandre durant els segles XIV i XVI, caracteritzats per un gran desordre. El segle xiv va estar marcat per la gran pesta i la Guerra dels Cent Anys, que va donar lloc a una gran desorganització de les institucions.
En aquest període el Livre des Merveilles du monde de Jean de Mandeville és important en el pla lingüístic. Aquest llibre, que explica el viatge a la Xina de l'autor, és un manuscrit del qual es van editar 250 exemplars en diferents llengües.
Al segle xiv, Les Enseignemenz, llibre de receptes escrit entre 1304 i 1314, recomana
| « | « Por blanc mengier — Se vos volez fere blanc mengier, prenez les eles e les piez de gelines e metez cuire en eve, e prenez un poi de ris e le destrempez de cele eve, puis le fetes cuire a petit feu, e puis charpez la char bien menu eschevelee e la metez cuire ovec un poi de chucre. » Al segle xiv, François Villon va escriure la Lais ou le Petit Testament hacia 1456 : «Le regart de celle m’a prins / Qui m’a esté felonne et dure / Sans ce qu’en riens j’aye mesprins, / Veult et ordonne que j’endure / La mort, et que plus je ne dure.» | » |

### Francès modern: delseglexviiia l'actualitat

#### Nacionalització i internacionalització de la llengua francesa
Al començament de la Revolució Francesa, s'estima que tan sols una quarta part de la població de França parlava francès, la resta parlava llengües regionals.
Al nord es troben les llengües d'oïl, al sud les llengües d'oc, formes regionals de l'occità, així com el bretó, el basc, el català, l'arpità, el flamenc i l'alsacià entre d'altres. La unificació del francès començada per Talleyrand i continuada per Jules Ferry va tenir com a objectiu crear una sola llengua francesa per a tot el territori francès. Si bé el francès es va imposar bastant ràpid en les regions on es parlaven dialectes d'oïl i el francoprovençal, es van utilitzar altres mètodes per eliminar el bretó, l'occità, el català, el basc, el cors, etc. (Com ara humiliacions físiques als alumnes joves).
En el seu informe de juny de 1794, Henri Grégoire va revelar que tan sols es parlava «exclusivament» francès a «uns quinze departaments» (de 83). A ell li semblava paradoxal, i gairebé insuportable, el fet constatar que menys de tres milions de francesos d'un total de 28 poguessin parlar la llengua nacional, mentre que aquesta era utilitzada i es trobava unificada «fins i tot al Canadà i als marges del Mississipi».
D'altra banda, el francès era àmpliament parlat en totes les corts europees.

### L'abandonament delspatuesosregionals
A la fi del segle xix si bé el francès estàndard dominava l'esfera pública en l'ús quotidià, particularment al sud i l'est del país, s'empraven molt habitualment les llengües romàniques locals (occità i francoprovençal). Aquestes varietats regionals, van ser denominades despectivament patuès i socialment van ser considerades inferiors i mancades de prestigi per raons socials, això va portar al seu abandó progressiu al llarg del segle xx.
El 1890, en algunes comunitats del centre de França com Saint-Thurin o Celles-sur-Durolle, l'ús de la llengua regional oscil·lava entre el 90% i el 100% de la població. En els anys 1950 l'ús hi hauria caigut cap al 50% tot i que entre el 70 i el 80% dels seus habitants entenien encara la llengua regional. La següent generació va abandonar massivament l'ús de la llengua regional i cap al 1965 l'ús havia caigut per sota del 10% (tot i que la comprensió del vernacular local va seguir sent alta).
El 1990 el Consell Superior de la Llengua Francesa va emetre unes recomanacions per a reformar la llengua francesa. L'Acadèmia Francesa afirmà que les recomanacions eren tan vàlides com les formes anteriors a aquestes recomanacions. El Ministeri d'Educació Nacional de França el 2007 publicà un document demanant als professors de primària que ensenyaren la llengua amb les recomanacions aquestes.

## Fonètica

### Fonologia
La pronunciació francesa segueix regles estrictes basades en l'ortografia, però l'ortografia francesa sovint es basa més en la història que en la fonologia. Les regles de pronunciació varien entre dialectes, però les regles estàndard són:
- consonants finals: consonants individuals finals, en particular s, x, z, t, d, n, p i g són normalment mudes. (Una consonant es considera "final" quan cap vocal la segueix encara que la segueixin una o més consonants.) les lletres finals f, k, q, and l, no obstant això, habitualment es pronuncien. La c final de vegades es pronuncia com a bac, sac, roc, però també pot ser muda com a blanc o estomac. La r habitualment és muda quan és precedida per una e en un mot de dues o més síl·labes, però es pronuncia en alguns mots (hiver, super, cancer, etc.).
  - Quan el mot següent comença amb una vocal, tanmateix, una consonant muda pot ser pronunciada altre cop per tal de facilitar una liaison o "enllaç" entre els dos mots. Algunes liaisons són obligatòries, per exemple la s a les amants o vous avez;[4] algunes són opcionals, segons el dialecte i el registre, per exemple, la primera s a deux cents euros o euros irlandais; i algunes són oblidades, per exemple, la s a beaucoup d'hommes aiment. La t de et i est no es pronuncia llevat en la pronúncia culte (pedant), la t de fait es pot pronunciar quan és un nom i no pas quan és un participi passat. La consonant muda final d'un nom només es pronuncia en plural en frases fetes com pied-à-terre.
  - Doblar una n final i afegir una e muda al final del mot (e.g., chien → chienne) fa que es pronunciï de manera més clara. Doblar una l final i afegir una e muda (e.g., gentil → gentille) afegeix un so [j] si la l és precedida per la lletra i.
- Elisió o caiguda vocàlica: Algunes paraules de funció monosil·làbiques que acaben en a o e, com ara je i que, perden en la pronúncia la seva vocal final (cau) quan aquesta se situa abans d'un mot que comença per un so vocàlic (la qual cosa evita així un hiatus). La vocal que falta es reemplaça per un apòstrof. (e.g., je ai aquesta vegada pronunciat i escrit → j'ai). Això dona, per exemple, la mateixa pronunciació en pronúncia habitual, no acurada per l'homme qu'il a vu («l'home que ell ha vist / va veure») i l'homme qui l'a vu («l'home que l'ha vist / que el va veure»). No obstant això, per al francès belga les frases es pronuncien diferent; en la primera frase la ruptura de la síl·laba és «qu'il-a», mentre la segona ruptura és «qui-l'a». També es pot observar que, al francès del Quebec, el segon exemple (l'homme qui l'a vu) és més emfasitzat damunt l'a vu.
- L'accent tònic recau sempre en la darrera síl·laba.

L'inventari de fonemes consonàntics distintius és aquest:
|            | Bilabial | Labiodental | Labiopalatal | Labiovelar | Dental | Alveolar | Postalveolar | Palatal | Velar | Uvular |
| ---------- | -------- | ----------- | ------------ | ---------- | ------ | -------- | ------------ | ------- | ----- | ------ |
| Oclusiva   | p b      |             |              |            | t d    |          |              |         | k ɡ   |        |
| Nasal      | m        |             |              |            | n      |          |              | ɲ       | ŋ     |        |
| Fricativa  |          | f v         |              |            |        | s z      | ʃʷ ʒʷ        |         |       | ʁ      |
| Aproximant |          |             | ɥ            | w          |        |          |              | j       |       |        |
| Lateral    |          |             |              |            |        | l        |              |         |       |        |

1. ↑  En la pronunciació actual, el fonema /ɲ/ es distingeix cada cop menys de [nj]
2. ↑  El fonema ŋ és de recent aparició, amb el manlleu de mots d'origen anglès o xinès. Els europeus tenen tendència a pronunciar-lo [ŋɡ], però no pas els quebequesos.
3. ↑  Segons el parlant, [ʁ] pot ser reemplaçat per [χ], [ʀ], [x], [ɣ], [r] o [ɾ]. Aquest fenomen s'anomena variació al·lofònica.
4. 1 2 3  ɥ, w i j no són del cert consonants; aquests fonemes pertanyen als aproximants (anomenats també semivocals o semiconsonants).

Vocals orals del francès estàndard.
Les vocals no arrodonides es mostren a l'esquerra dels punts i les vocals arrodonides a la dreta. La mostra es va realitzar sobre un parlant que no distingeix //a// de //ɑ//.

L'inventari d'al·lòfons vocàlics ve donat per:
|             | anterior  | central | posterior |
| ----------- | --------- | ------- | --------- |
| tancada     | i y       |         | u         |
| semitancada | e ø       |         | o         |
| mitjana     |           | ə ¹     |           |
| semioberta  | ɛ ɛ̃ œ œ̃ ¹ |         | ɔ ɔ̃       |
| oberta      | a         |         | ɑ ɑ̃       |
¹ En la pronunciació actual, [ə] tendeix a apropar-se a [ø], i œ̃ tendeix a aproximar-se a ɛ̃.

### Pronunciació de combinacions de vocals i consonants
VOCALS
u, û = [y] Sense equivalència en català. Llavis avançats una mica tancats pronunciant una i; és el so de la ü en alemany. Exemples: tu, lune, fût
ai, ei = [e] E tancada catalana. Exemples: fait, treize
oi, oy = [wa] Exemples: toi, trois, royaume
ou, où, oû = [u] Exemple: cou, sourd
eu, œu = [ø] o [œ] Sense equivalències en català. Llavis avançats una mica tancats pronunciant una i. La pronúncia [ø] és la variant curta del so de la ö llarga en alemany. Exemples: œufs, deux, cheveux, feu. La pronúncia [œ] és el del so de la ö curta en alemany. Exemples: œuf, acteur, cœur
au, eau, o = [o] Exemples: eau, jaune, beau
on = [ɔ̃] Exemples: non, son, accordéon
en, an = [ɑ̃]. Sense equivalència exacta en català. Com si diguéssim «en» en català occidental, però amb la e tancada com si fos una o. Exemples: trente, soixante
in, ain, ein = [ɛ̃] Exemples: voisin, main, plein
é, -er, -ez, -et, -es = [e] Exemples: étoile, manger, dormez, et, des
è, ê, et  = [ɛ] E oberta catalana a «pèl», «pres». Exemples: frère, fenêtre, beignet
CONSONANTS
f, ff, ph = [f] Com en català «França», «final». Exemples: fin, effacer, éléphant
c(a, o, u), q(u), k = [k] Com en català «casa» «quilo». Exemples: colle, quoi, kilo
g(e, i), j = [y] Com en català «general», «menges» Exemples: mange, gifle, joli
g(a, o, u) [g] Com en català «gat», «gos», »goril·la». Exemples: gare, gorille, guttural
s-, ss, ç = [s] Com en català a «rossa», «safata», «sac» : Exemples: sac, assis, leçon
-s-, z = [z] Com en català a «zona», «rosa». Exemples: chaise, douze
gn = [ɲ] Equival al dígraf català ny a «cromanyó», «espanyol», «nyap». Exemples: Cro-Magnon, espagnol
ng = [ŋ] Exemples: parking
ch = [ʃ] Com en català a «xarxa», «xuclar». Exemple: chambre
v = [v] Fricativa labiodental sonora com en certs dialectes del català. És important diferenciar-la bé de l'oclusiva bilabial sonora [b], atès que hi ha paraules que només es diferencien per aquest fonema. Exemple: voir, «veure» / boire, «beure».
w =
[w] Exemple: wapiti, kiwi, weekend
[v francesa] Exemple: wagon
b, f, l, p, t es pronuncien com en català, excepció feta que p i t no es pronuncien a final de paraula
m, n converteixen la vocal precedent en nasal
tch = [tʃ] (com el dígraf tx) Exemple: tchèque, tchao

### Escriptura
El francès s'escriu amb l'alfabet llatí. Té cinc diacrítics (l'accent agut, l'accent circumflex, l'accent greu, la ce trencada i la dièresi), així com una lligadura (œ). Apareix la lligadura æ en alguns mots manllevats.
L'escriptura té més aviat poc a veure amb la pronunciació actual. En general, la forma escrita és més conservadora que la forma parlada. La causa d'això són els forts canvis fonètics que han tingut lloc des del període del francès antic, i que no es van correspondre amb canvis en l'escriptura. No obstant això, han tingut lloc alguns canvis conscients en l'escriptura per restaurar l'ortografia llatina:
- Francès antic doit > Francès modern doigt "dit" (Llatí digitum)
- Francès antic pie > Francès modern pied "peu" (Llatí pedem)

A vegades els impressors van imposar la seua pròpia grafia per a evitar ambigüitats:
- Abans de la impremta: uit ('vuit')
- A partir de la impremta: huit (evitava la confusió amb: vit).

Per tot això, és quasi impossible predir l'escriptura basant-se únicament en la pronunciació. Les consonants finals, en particular s, x, z, t i d solen ser mudes; i n i m són perceptibles fins i tot al final de paraula perquè nasalitzen a la vocal que acompanyen. En canvi, c, r, f, i l solen pronunciar-se fins i tot en posició final. Per exemple, les següents paraules acaben en consonant, però en la seua pronunciació acaben en un so vocàlic: nez, doigt, pied, aller, les, lit, beaux.
Els diacrítics tenen un significat fonètic, semàntic i etimològic.
- Accent greu (à, è, ù): Sobre la a o la u, únicament distingeix els homòfons entre si: à («a», «cap a») contra a («ha» o «té»), ou («o») contra où («on»). Sobre una e, indica el so /ε/.
- Accent agut (é): Sobre la e, indica el so /e/. A més, sol indicar l'omissió històrica d'una consonant que seguia la e (normalment una s): écouter < escouter ("escoltar")
- Accent circumflex (â, ê, î, ô, û): Sobre la e, indica el so /ε/. També pot indicar l'omissió històrica d'una lletra adjacent (normalment una s): château < c(h)astel ("castell"), fête < feste ("festa), sûr < seur (sobre, damunt), dîner < disner ("sopar"). Per extensió, també pot marcar la diferència entre homòfons: du («del») contra dû («degut», participi passat de devoir, «deure»).
- Dièresi o tréma (ë, ï): Indica que una vocal que normalment formaria diftong no en forma: naïve, Noël. La dièresi en la i (ÿ) només té lloc en alguns noms propis (com l'Haÿ-les-Roses) i en el francès antic.
- Ce trencada (ç): Indica que la c es pronuncia /s/ on, en no portar-la, es pronunciaria /k/.

La lligadura 'œ' no és més que una contracció opcional de oe, i no té cap significació especial, sinó que és conforme a la grafia en llatí.
S'ha provat, mantes vegades, reformar l'ortografia francesa, la darrera el 1992 (acceptada a l'escola pública per l'Éducation Nationale) però aquestes temptatives de reforma no han tingut gaire reeixida.

## Gramàtica
Les paraules variables del francès són el nom, els determinants, els adjectius i els verbs. L'ordre canònic de la frase és subjecte-verb-complement (és per tant una llengua SVO) i el verb, que fa de nucli, marca la concordança de la resta d'elements. Quan el complement és reemplaçat per un pronom àton, però, sol avançar-se al verb. El subjecte és de presència obligatòria, amb presència d'un expletiu ("on", "il") quan no apareix a l'oració. Per formar la negació s'usa l'adverbi "ne", reforçat pel "pas".
Com la major part de llengües romàniques, distingeix dos gèneres (masculí i femení) i inclou articles que deriven dels demostratius llatins. No és una llengua que es declini, si bé queden restes dels casos llatins en algunes formes dels pronoms (com "moi", oposat a "je", per exemple).
La Impremta Nacional de França recomana l'ús de majúscules accentuades.

### Passé composé
És un temps verbal del mode indicatiu. És semblant al pretèrit indefinit però amb dues grans diferències. Una és que es pot formar amb dos verbs auxiliars (en català només amb un). L'altra és que hi ha concordança en gènere i nombre.
Es forma amb: avoir o être en present + participi passat
Aquests verbs es conjuguen de la següent manera:
| Avoir          | Être             |
| -------------- | ---------------- |
| j'ai           | je suis          |
| tu as          | tu es            |
| on, elle, il a | on, elle, il est |
| nous avons     | nous sommes      |
| vous avez      | vous êtes        |
| elles, ils ont | elles, ils sont  |

Quan utilitzar l'auxiliar être o l'auxiliar avoir?
- S'utilitza l'auxiliar être amb:

•	Verbs pronominals. 		Exemple: Se laver. S'appeler.
•	Alguns verbs intransitius de moviment. Heus ací la llista de 13 verbs i els seus compostos:
aller - arriver - demeurer - descendir - (r)entrer - monter - mourir - naître - partir - passer - rester - sortir - tomber - venir
A efectes de memorització, es poden estudiar per parelles d'antònims: així doncs, entrer / sortir, aller / venir, monter / descendir, naître / mourir, rester / partir, tomber / se lever (tot i que aquest últim és prononimal i, per tant, sempre es conjuga amb l'auxiliar être).
Important El passé composé dels verbs que es conjuguen amb être presenten concordança en gènere i nombre del subjecte amb el participi. S'afegeix una "e" al participi si el subjecte és femení i una "s" si és plural.
Exemple: passé composé del verb arriver. Participi passat arrivé.
| je suis arrivé(e)                      |
| tu es arrivé (e)                       |
| il est arrivé / elle est arrivée       |
| nous sommes arrivés (ées)              |
| vous êtes arrivés (ées)                |
| ils sont arrivés / elles sont arrivées |

Exemple: se laver (verb pronominal). Participi passat lavé.
| je me suis lavé(e)                       |
| tu t'es lavé (e)                         |
| il s'est lavé / elle s'est lavée         |
| nous nous sommes lavés (ées)             |
| vous vous êtes lavés (ées)               |
| ils se sont lavés / elles se sont lavées |

- S'utilitza l'auxiliar avoir amb la resta de verbs, és a dir, amb tots aquells que no són a la llista dels 13 ni són pronominals.

En aquest cas no hi ha acord del subjecte amb el participi, és a dir, aquest es manté invariable al llarg de tota la conjugació.
Exemple: regarder. Participi passat regardé
| j'ai regardé                        |
| tu as regardé                       |
| il a regardé / elle a regardé       |
| nous avons regardé                  |
| vous avez regardé                   |
| ils ont regardé / elles ont regardé |

Important: La negació d'un verb en passé composé es forma col·locant la partícula pas entre l'auxiliar (avoir o être) i el participi passat.
Exemple: je n'ai pas regardé, tu n'as pas regardé
En les combinacions de pronoms febles, a diferència del català, l'apòstrof sempre s'ubica al màxim a l'esquerra i el pronom se situa sempre en posició proclítica (o sigui, davant del verb), fins i tot en els casos en què en català aniria al darrere. Així doncs,
S'en sortir / Sortir-se'n
Present d'indicatiu: Je m'en sors / Jo me'n surto, Tu t'en sors / Tu te'n surts, Il s'en sort / Ell se'n surt
Passé composé: Je m'en suis sorti / Tu t'en es sorti / Il s'en est sorti.... Jo me n'he sortit / Tu te n'has sortit / Ell se n'ha sortit...
S'en aller / Anar-se'n
Present d'indicatiu: Je m'en vais / Jo me'n vaig, Tu t'en vas / Tu te'n vas / Il s'en va / Ell se'n va....
Passé composé: Je m'en suis allé / Tu t'en es allé / Il s'en est allé... Jo me n'he anat / Tu te n'has anat / Ell se n'ha anat

## Vocabulari

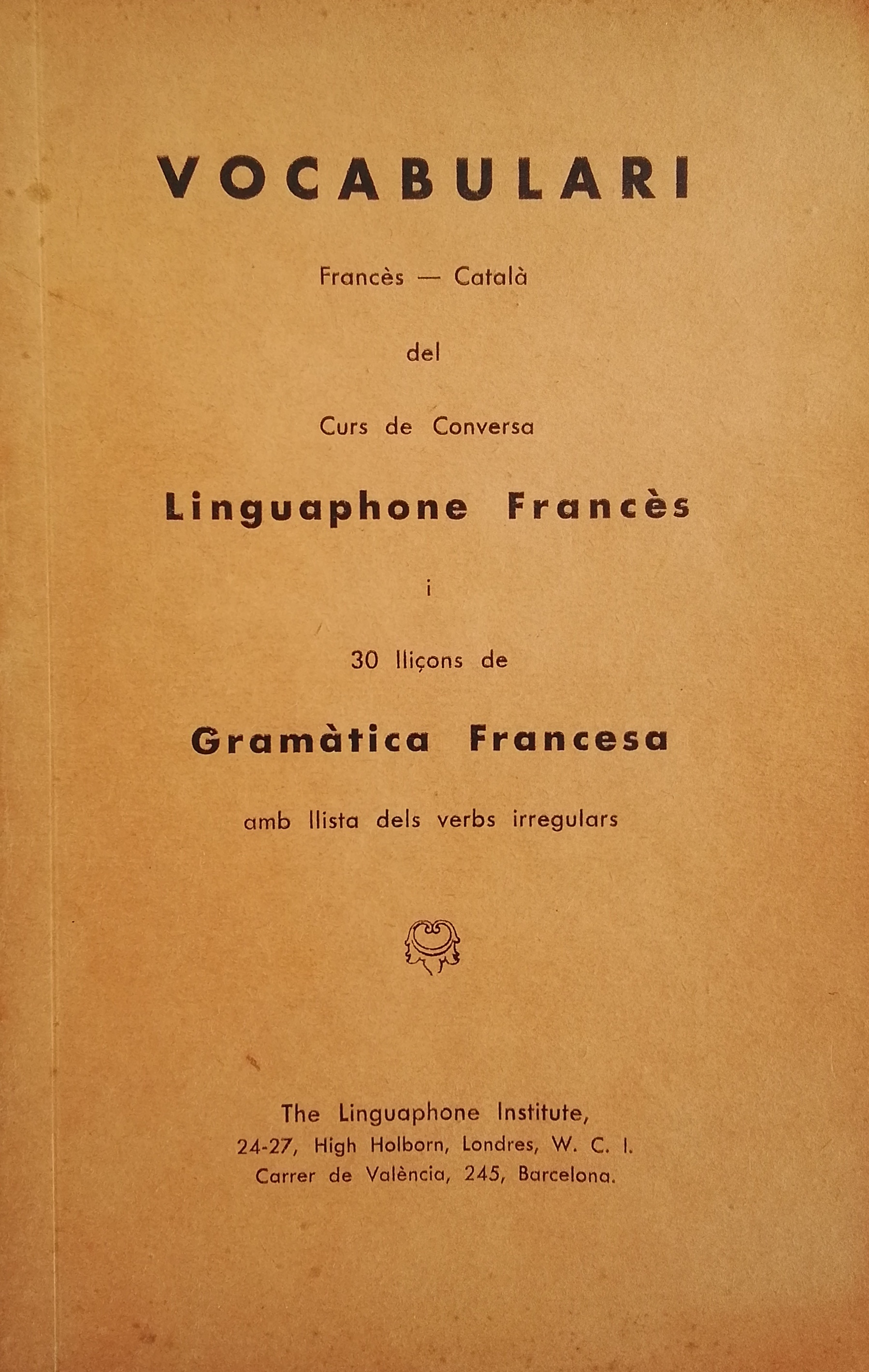
Lliçons per aprendre vocabulari francès / català i gramàtica. Publicat cap a l'any 1930.

La majoria de les paraules franceses deriven de llatí vulgar o es van construir a partir d'arrels llatines o gregues En molts casos, una sola arrel etimològica apareix en francès en una forma "popular" o nadiua, heretada del llatí vulgar, i una forma "apresa", manllevada del llatí clàssic. Els següents parells consisteixen en un nom natiu i un adjectiu après:
- germà: frère / fraternel del llatí frater / fraternalis
- dit: doigt / digital del llatí digitus / digitalis
- fe: foi / fidèle del llatí fides / fidelis
- ull: œil / oculaire del llatí oculus / ocularis

No obstant això, es pot identificar una tendència històrica a gal·licitzar arrels llatines, quan de vegades el català es manté més fidel a l'arrel llatina:
- rayonnement / radiació
- éteindre / extingir
- noyau / nucli
- surhomme / superhome
- ensoleillement / insolació

També es donen parelles de nom-nom i adjectiu-adjectiu:
- cosa/causa: chose / cause del llatí causa
- fred / frígid: froid / frigide del llatí frigidum

Pot ser difícil d'identificar l'origen llatí de paraules natives franceses, ja que en l'evolució de llatí vulgar, les síl·labes àtones es van reduir fortament i les vocals i les consonants restants patiren modificacions significatives.
Més recentment, la política lingüística de les acadèmies de la llengua francesa de França i el Quebec ha estat proporcionar equivalents francesos a paraules importades (principalment de l'anglès), ja sigui mitjançant l'ús de vocabulari existent, ampliant el seu significat o amb l'obtenció d'una nova paraula segons les regles morfològiques franceses. El resultat és sovint dos (o més) termes coexistents per descriure el mateix fenomen, amb diferents taxes d'èxit per a l'equivalent francès.
- mercatique / marketing
- finance fantôme / shadow banking
- bloc-notes / blog
- ailière / wingsuit
- tiers-lieu / coworking

S'estima que el 12% (4.200) de les paraules franceses comuns que es troben en un diccionari típic com el Petit Larousse o el Micro-Robert Plus  (35.000 paraules) són d'origen estranger (on les paraules manllevades del grec i llatí no es consideren com a estrangeres). Al voltant del 25% (1054) d'aquestes paraules estrangeres provenen de l'anglès i són en gran manera préstecs recents. Les altres són unes 707 paraules de l'italià, 550 de les antigues llengües germàniques, 481 d'altres llengües gal·loromàniques, 215 de l'àrab, 164 de l'alemany, 160 de les llengües celtes, 159 del castellà, 153 del neerlandès, 112 del farsi i sànscrit, 101 de les llengües ameríndies, 89 d'altres llengües asiàtiques, 56 d'altres llengües afroasiàtiques, 55 de les llengües eslaves i llengües bàltiques, 10 del basc i 144 (al voltant del 3%) d'altres llengües.

### Numerals
El sistema de recompte francès és parcialment vigesimal: vint (vingt ) s'utilitza com un nombre de la base en els noms dels nombres de 60 a 99.
El mot francès per a 80 és quatre-vingts, literalment "quatre vints", i el mot per a 75 és soixante-quinze, literalment "seixanta-quinze". Aquesta reforma es va presentar després de la Revolució Francesa per unificar els diferents sistemes de comptatge (majoritàriament vigesimal prop de la costa, a causa de les influències cèltiques (a través del bretó) i vikingues).
En francès antic (durant l'edat mitjana), tots els nombres del 30 al 99 es podien dir segons la base del 10 o la base del 20, e.g. vint et doze (vint i dotze) per a 32, dous vinz et diz (dos vints i deu) per a 50, uitante per a 80, o nonante per 90.
El francès belga, francès suís i el francès utilitzat a la República Democràtica del Congo, Ruanda i Burundi són diferents en això.
A Bèlgica i Suïssa el 70 i el 90 són septante i nonante. A Suïssa, segons el dialecte local, 80 pot ser quatre-vingts (Ginebra, Neuchâtel, Jura) o huitante (Vaud, Valais, Friburg). Octante s'havia utilitzat a Suïssa en el passat, però ara es considera arcaic. A Bèlgica i en les seves antigues colònies africanes, però, s'utilitza universalment quatre-vingts.
També cal assenyalar que el francès, com la majoria dels idiomes europeus utilitza un espai per a separar els milers.

#### Unitats
Els nombres cardinals en francès, de l'1 al 20, són bastant coincidents amb els nombres en català. La llista de nombres és la següent:
- U / Un / Una: un/une /œ̃/ (m) ~ /yn/ (f)
- Dos / Dues: deux /dø/
- Tres: trois /tʁwa/
- Quatre: quatre /katʁ/
- Cinc: cinq /sɛ̃k/
- Sis: six /sis/ o /si/ en certes variants, llevat que hi hagi enllaç amb una vocal següent
- Set: sept /sɛt/
- Vuit / Huit: huit /ɥit/ o /ɥi/ en certes variants, llevat que hi hagi enllaç amb una vocal següent
- Nou: neuf[efnNumerals 1] /nœf/
- Deu: dix /dis/
- Onze: onze /ɔ̃z/
- Dotze: douze /duz/
- Tretze: treize /tʁɛz/
- Catorze: quatorze /katɔʁz/
- Quinze: quinze /kɛ̃z/
- Setze: seize /sɛz/
- Disset: dix-sept /dissɛt/
- Divuit / Díhuit: dix-huit /dizɥit/ o /dizɥi/ en certes variants, llevat que hi hagi enllaç amb una vocal següent
- Dinou: dix-neuf /diznœf/
- Vint: vingt /vɛ̃/ o /vɛ̃t/ en certes variants

Després de vint, l'ús dels nombres la base del deu, amb la mateixa estructura del català, llevat dels guionets (vingt et un, vingt-deux, vingt-trois...)

#### Desenes
Els nombres cardinals en francès, per desenes de 10 a 100, són els següents:
- Deu: dix /dis/
- Vint: vingt /vɛ̃/
- Trenta: trente /tʁɑ̃t/
- Quaranta: quarante /ka.ʁɑ̃t/
- Cinquanta: cinquante /sɛ̃.kɑ̃t/
- Seixanta: soixante /swa.sɑ̃t/
- Setanta: soixante-dix /swa.sɑ̃t.dis/ o septante[efnNumerals 2] /sɛp.tɑ̃t/
- Vuitanta / Huitanta: quatre-vingts /ka.tʁɘ.vɛ̃/, huitante[efnNumerals 3]octante[efnNumerals 4] /ɔk.tɑ̃t/
- Noranta: quatre-vingt-dix /kat.ʁvɛ̃.dis/ o nonante[efnNumerals 5] /nɔ.nɑ̃t/
- Cent: cent /sɑ̃(t)/

Després de vint, els nombres utilitzen la base lògica del deu com en català (cent dix, cent vingt, cent trente...)

#### Centenes
Els nombres cardinals en francès, per centenes del 100-2000, són els següents:
- Cent: cent /sɑ̃(t)/
- Dos-cents: deux cents
- Tres-cents: trois cents, (Archaism: quinze-vingts)
- Quatre-cents: quatre cents
- Cinc-cents: cinq cents
- Sis-cents: six cents
- Set-cents: sept cents
- Vuit-cents / Huit-cents: huit cents
- Nou-cents: neuf cents
- Mil: mille[efnNumerals 6]
- Mil cent: onze cents o mille cent[efnNumerals 7]
- Mil dos-cents: douze cents o mille deux cents[efnNumerals 7]
- Mil tres-cents: treize cents o mille trois cents[efnNumerals 7]
- Mil quatre-cents: quatorze cents o mille quatre cents[efnNumerals 7]
- Mil cinc-cents: quinze cents o mille cinq cents[efnNumerals 7]
- Mil sis-cents: seize cents o mille six cents[efnNumerals 7]
- Mil set-cents: dix-sept cents o mille sept cents
- Mil vuit-cents: dix-huit cents o mille huit cents
- Mil nou-cents: dix-neuf cents o mille neuf cents
- Dos mil: deux mille

Després de deux mille (2000), només s'utilitza la segona opció (deux mille cent, deux mille deux cents, deux mille trois cents...)
Els mots vingt i cent fan el plural en -s només quan són el darrer mot del nombre: quatre-vingts (vuitanta) i quatre-vingt-un (vuitanta-u), cinq cents (cinc-cents) i cinq cent trente (cfr: en català "cinc-cents trenta"). Quan una nombre que usa vingt o cent s'usa com a adjectiu numeral ordinal, els mots vingt o cent romanen invariables

#### Escales
Els nombres cardinals en francès, per punts exponencials, de 100 a 1020, són els següents:
- U / Un / Una: un/une /œ̃/ (m) ~ /yn/ (f)
- Deu: dix /dis/
- Cent: cent /sɑ̃(t)/
- Mil: mille /mil/
- Deu mil: dix mille
- Cent mil: cent mille
- Un milió: un million /mi.ljɔ̃/
- Deu milions: dix millions
- Cent milions: cent millions
- Un bilió: un milliard
- Deu bilions: dix milliards
- Cent bilions: cent milliards
- Un trilió: un billion /bi.ljɔ̃/
- Deu trilions: dix billions
- Cent trilions: cent billions
- Un quadrilió: un billiard
- Deu quadrilions: dix billiards
- Cent quadrilions: cent billiards
- Un quintilió: un trillion
- Deu quintilions: dix trillions
- Cent quintilions: cent trillions

Notes
1. ↑  Tant en català com en francès, els mots «neuf» (nou, de cosa nova) i «neuf» (nombre 9) són homògrafs. S'ha suggerit que aquests homògrafs estarien relacionats i que seria una preservació inusual de l'especulat sistema numèric octal que s'utilitzava abans en el protoindoeuropeu, encara que les proves d'això són minses.[14]
2. ↑  Septante s'utilitza a Bèlgica i a Suïssa. El seu ús és antiquat a l'est de França i es considera arcaic en altres llocs de França.
3. ↑  Huitante s'utilitza en Vaud, Valais, Friburg, arcaic a França.
4. ↑  Octante s'utilitza, però és antiquat, a Romandia i al sud de França. El seu ús és arcaic en altres parts de França.
5. ↑  Nonante s'utilitza a Bèlgica, Suïssa i, de manera antiquada, a l'est de França. Es considera arcaic en altres parts de França.
6. ↑  Anteriorment singular de l'ara invariable mille, mil ara només s'utilitza en documents formals per escriure dates entre mil un (1001) i mil neuf cent quatre-vingt-dix-neuf (1999).[15]
7. 1 2 3 4 5 6  Si bé tots dos estils són correctes i usats simultàniament, els nombres per sobre de mille i per sota de deux mille es compten usualment per centenes des d'onze cents fins a seize cent quatre-vingt-dix-neuf i llavors es compten indiferentment en ambdós estils[16] en un llenguatge informal, mentre el recompte mitjançant l'addició de centenars a mil, com en mille cent, mille six cents, es veu afavorit en el llenguatge escrit, especialment en les obres jurídiques, administratives i científiques.[17]

## Paraules o frases d'ús habitual
| Català                                                                                   | Francès | Accent del Quebec                                    | Accent de Tours                                         |
| ---------------------------------------------------------------------------------------- | --- | ---------------------------------------------------- | ------------------------------------------------------- |
| Francès                                                                                  | Français (gent) o français (llengua) | [fʁ̥ãsɛ] (?·pàg.)                                     | [fʁ̥ɒ̃sɛ] (?·pàg.)                                        |
| Sí                                                                                       | Oui (si en condicional) | [wi] (?·pàg.)                                        | [wi] (?·pàg.)                                           |
| No                                                                                       | Non | [nõ] (?·pàg.)                                        | [nɔ̃] (?·pàg.)                                           |
| Bon dia! / Hola!                                                                         | Bonjour ! (formal) o Salut ! (informal) o Allô (francès del Quebec o quan es respon al telèfon)                                                                           | [bõʒuːʁ]                                             | [bɔ̃ʒuʁ] (?·pàg.)                                        |
| Bon vespre! / Bon dia!                                                                   | Bonsoir ! | [bõswɑːʁ]                                            | [bõswaʁ] (?·pàg.)                                       |
| Bona nit!                                                                                | Bonne nuit ! | [bɔn nɥi]                                            | [bʌn nɥi] (?·pàg.)                                      |
| A reveure!                                                                               | Au revoir ! | [ɔʁvwɑːʁ] (?·pàg.)                                   | [oʁ(ø)vwaʁ] (?·pàg.)                                    |
| Que tinguis un bon dia!                                                                  | Bonne journée ! | [bɔn ʒuʁne] (?·pàg.)                                 | [bʌn ʒuʁne] (?·pàg.)                                    |
| Si us plau                                                                               | S'il vous plaît (formal) o S'il te plaît (informal) | [sɪl vu plɛ] (?·pàg.)                                | [sil vu plɛ] (?·pàg.)                                   |
| Gràcies / Mercès                                                                         | Merci | [mɛʁsi]                                              | [mɛʁ̥si] (?·pàg.)                                        |
| De res                                                                                   | De rien (informal) o (Il n'y a) pas de quoi, Ce n’est rien (informal) ("això no és res") o Je vous en prie (formal) o Je t’en prie (informal) o Bienvenue (Quebec)        | [də ʁjẽ]                                             | [dœ ʁjæ̃] (?·pàg.)                                       |
| Em sap greu - Perdó - Perdoneu/Excuseu(-me) - Perdoni/Excusi('m)                         | Pardon o Désolé o Je suis désolé (masculí) / Je suis désolée (femení) o Excuse-moi (informal) / Excusez-moi (formal) / Je regrette                                        | [paʁdɒ̃] (?·pàg.) / [dezɔle] (?·pàg.)                 | [paʁdõ] (?·pàg.) / [dezɔle] (?·pàg.)                    |
| Qui?                                                                                     | Qui ? | [ki] (?·pàg.)                                        | [ki] (?·pàg.)                                           |
| Què?                                                                                     | Quoi ? (informal) o Pardon ? (formal) | [kwa]                                                | [kwa] (?·pàg.)                                          |
| Quan?                                                                                    | Quand ? | [kæ̃] (?·pàg.)                                        | [kɒ̃] (?·pàg.)                                           |
| On?                                                                                      | Où ? | [u]                                                  | [u] (?·pàg.)                                            |
| Per què ?                                                                                | Pourquoi ? | [puʁ̥kwa] (?·pàg.)                                    | [puʁ̥kwa] (?·pàg.)                                       |
| Com et dius? / Com us dieu?                                                              | Comment vous appelez-vous ? (formal) o Comment t’appelles-tu ? (informal)                                                                                                 | [kɔmã vu z‿aple vu], [kɔmã t‿apɛl t͡sy]               | [kɔmɒ̃ vu z‿aple vu] (?·pàg.), [kɔmɒ̃ t‿apɛl ty] (?·pàg.) |
| Em dic...                                                                                | Je m'appelle... |                                                      | [ʒø mapɛl] (?·pàg.)                                     |
| Quin /Quina/Quins /Quines                                                                | Quel/Quels (pl.)/Quelle (fem.) | [kɛl]                                                | [kɛl]                                                   |
| Perquè                                                                                   | Parce que / Car | [paʁ̥skœ] (?·pàg.)                                    | [paʁ̥s(ø)kø] (?·pàg.)                                    |
| A causa de                                                                               | À cause de | [a kou̯z dœ]                                          | [a koz dø] (?·pàg.)                                     |
| Doncs                                                                                    | Donc | [dõːk]                                               | [dõk] (?·pàg.)                                          |
| Potser                                                                                   | Peut-être | [pœt‿aɪ̯tʀ̥] (?·pàg.)                                  | [pøt‿ɛtʁ̥] (?·pàg.)                                      |
| Com?                                                                                     | Comment ? | [kɔmã]                                               | [kɔmɒ̃] (?·pàg.)                                         |
| Quant?                                                                                   | Combien ? | [kõbjẽ]                                              | [kõbjæ̃] (?·pàg.)                                        |
| No entenc / No comprenc.                                                                 | Je ne comprends pas. | [ʒœ nœ kõpʁ̥ã pɔ] (?·pàg.)                            | [ʒø nø kõpʁ̥ɒ̃ pa] (?·pàg.)                               |
| Sí, (ho) entenc / comprenc.                                                              | Oui, je comprends. Excepte quan es respon a una pregunta formulada negativament, en aquest cas Si s'usa preferentment abans que Oui                                       | [wi ʒœ kõpʁ̥ã] (?·pàg.)                               | [wi ʒø kõpʁ̥ɒ̃] (?·pàg.)                                  |
| (hi) Estic d'acord                                                                       | Je suis d'accord. «D’accord» es pot utilitzar sense je suis, com el català «d'acord».                                                                                     | [ʒə sɥi dakɑɔ̯ʁ]                                      | [ʒø sɥi dakɔʁ]                                          |
| Ajuda!                                                                                   | Au secours ! (à l'aide !) | [o skuːʁ] (?·pàg.)                                   | [o søkuːʁ] (?·pàg.)                                     |
| A quina hora...?                                                                         | À quelle heure...? | [a kɛl aœ̯ʁ]                                          | [a kɛl œʁ]                                              |
| Avui                                                                                     | Aujourd'hui | [oʒuʁd͡zɥi]                                           | [oʒuʁdɥi]                                               |
| Em pots ajudar, si us plau? / Em podeu ajudar si us plau?                                | Pouvez-vous m’aider s'il vous plaît ? / Pourriez-vous m’aider s'il vous plaît ? (formal) o Peux-tu m’aider s'il te plaît ? / Pourrais-tu m’aider s'il te plaît (informal) | [puve vu mɛːde sɪl vu plɛ]                           | [puve vu mede sil vu plɛ]                               |
| On és el lavabo?                                                                         | Où sont les toilettes ? | [u sõ le twalɛt]                                     | [u sõ le twalɛt] (?·pàg.)                               |
| No parlo francès.                                                                        | Je ne parle pas français. | [ʒœ nœ paʁl pɔ fʁãsɛ]                                | [ʒø nø paʁl pa fʁɒ̃sɛ]                                   |
| No sé.                                                                                   | Je sais pas. (error sintàctic and over-familiar) Je ne sais pas. Je ne sais. (formal, rar)                                                                                | [ʒœ se pɔ] (?·pàg.) · [ʒœ n(œ) se pɔ] · [ʒœ n(œ) se] | [ʒø sɛ pa] [ʒø n(ø) sɛ pa] [ʒø n(ø) sɛ]                 |
| Ho sé (jo sé, jo ho sé).                                                                 | Je sais. | [ʒœ se]                                              | [ʒø sɛ]                                                 |
| Tinc set.                                                                                | J’ai soif. | [ʒe swaf]                                            | [ʒe swaf]                                               |
| Tinc gana / fam.                                                                         | J’ai faim. | [ʒe fẽ]                                              | [ʒɛ fæ̃]                                                 |
| Com estàs? / Com van les coses? / Com va tot?                                            | Comment allez-vous ? (formal) o Ça va ? / Comment ça va ? (informal) | [kɔmã t‿ale vu]                                      | [kɔmɒ̃ t‿ale vu]                                         |
| Estic (molt) bé / Les coses van (molt) bé // Tot està (molt) bé                          | Je vais (très) bien (formal) o Ça va (très) bien. / Tout va (très) bien (informal)                                                                                        | [ʒœ vɛ (tʁɛ) bjẽ]                                    | [ʒø vɛ (tʁɛ) bjæ̃]                                       |
| Estic (molt) malament / Les coses em van (molt) malament / tot em va (molt) malament     | Je vais (très) mal (formal) o Ça va (très) mal / Tout va (très) mal (informal)                                                                                            | [ʒœ vɛ (tʁɛ) mal]                                    | [ʒø vɛ (tʁɛ) mal]                                       |
| Jo estic bé / Així així (d'aquella manera) / Tot està bé / Així així, (d'aquella manera) | Assez bien o Ça va comme ci, comme ça o simplement Ça va.. (De vegades es diu : « Couci, couça. », informal: "bof") i.e. « Comme ci, comme ça. »)                         | [ase bjẽ]                                            | [ase bjɛ̃]                                               |
| Estic bé.                                                                                | Ça va bien. | [sa vɔ bjẽ]                                          | [sa va bjɛ̃]                                             |
| (Com) et puc ajudar ? / Et cal ajut ? /Necessitem ajuda !                                | (Comment) puis-je vous aider ? Avez-vous besoin d'aide ? Nous avons besoin d'aide !                                                                                       | [(kɔmã) pɥiʒ vu z‿ɛːde]                              | [(kɔmɑ̃) pɥiʒ vu z‿ede]                                  |

## Dialectes del francès

Països normalment considerats francòfons
Països considerats francòfons ocasionalment
Països no-francòfons encara que han adherit a l'OIF i són en procés de francesització.

La variació regional de francès, es pot enfocar de dues maneres: 
- Considerant que el francès és sinònim de les llengües d'oïl, la qual cosa implica que tots els dialectes romànics de la zona d'oïl són varietats dialectals del francès.
- Limitant-se al que es coneix com a «francès regional», unió de totes les varietats regionals en el món que continuen molt a prop del francès estàndard. És aquest sentit que emprem aquí.

Alguns neologismes poden ser també presos del vocabulari del francès regional. El "francès regional" són les paraules o expressions utilitzades en algunes parts de la francofonia, però no al diccionari normatiu de francès o bé que no s'utilitzen a tota la francofonia. No es tracta de l'idioma col·loquial, sinó del francès que ha evolucionat de forma diferent.
En algunes parts de la meitat nord de França, i en el francès parisenc (estàndard actual) per exemple, el menjar del matí es diu petit déjeuner, el menjar del migdia es diu déjeuner i el de la nit dîner, el souper es refereix a l'eventual mos pres més de nit («ressopó»; es reserva el mot «reveillon» a menjars assenyalats). A la part Sud de França, al Quebec, la resta del Canadà a Bèlgica i a Suïssa, se segueixen els usos antics : déjeuner, dîner i souper comuns amb l'occità i el català. A Bèlgica i Suïssa, es diu: «septante» (70) i «nonante» (90), mentre que a Suïssa diuen «huitante» (80), però només en certs cantons (l'antiga i obsoleta forma de «huitante» ha esdevingut «octante»). Al Quebec, la resta del Canadà a Suïssa i a Bèlgica, i, en certes regions de França, es diu «tantôt», on el francès a París i també de l'Àfrica francòfona utilitza «tout à l'heure»; al Quebec es diu magasiner per fer les compres (per a evitar l'anglicisme shopping), mentre que la paraula es considera com un barbarisme a França). Al Senegal i l'Àfrica de parla francesa, a vegades es diu «essencerie» per tal d'evitar la paraula «benzineria» («estació de servei» i «station-service», calcs de l'anglès), mentre que aquesta paraula es considera barbarisme a França. Al Quebec i en molts casos a la resta del Canadà es diu «avoir une blonde», en lloc de «tenir una amiga» o «tenir una xicota», «avoir un chum» en lloc de «tenir un amic» o «tenir un xicot», etc.
Aquests són només alguns exemples i el francès és ric en les seves diferències lèxiques i variants regionals.

### A França

#### El francès parisenc
El francès de París ja ha substituït gairebé tota la comunicació de les varietats locals de la zona d'oïl de l'Illa de França (no parlem del que de vegades s'anomena patois és a dir, els dialectes de la llengua d'oïl difícilment intel·ligible per als parisencs, sinó de varietats del francès dels voltants de París). Les diferències entre un jove francès normand i una jove parisenca, per exemple, en la major part dels casos són mínimes en relació amb la diversitat que ha existit històricament a França i a la regió de París en particular.
El francès de París ha estat durant molt temps la norma en francès per a tots els francòfons en el món i continua d'exercir una influència en la llengua francesa, entesa en la seva totalitat. Per aquesta raó sovint es pren el francès de París com a punt de referència per a poder comparar amb altres varietats de francès.
Nogensmenys, algunes evolucions recents del francès parisenc en contra de la norma tradicional del francès, acceptades a França i fins i tot consagrades als diccionaris (gairebé tots es publiquen a França), no passen desapercebudes a l'estranger. Això és especialment cert al Canadà, a les zones de parla francesa, on la influència del francès de París és menys forta.
El regionalisme característic del francès de França a vegades s'anomena «francisme».

### Al Canadà

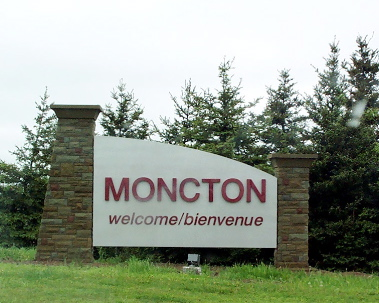
Senyalització bilingüe a Moncton (Nova Brunswick)

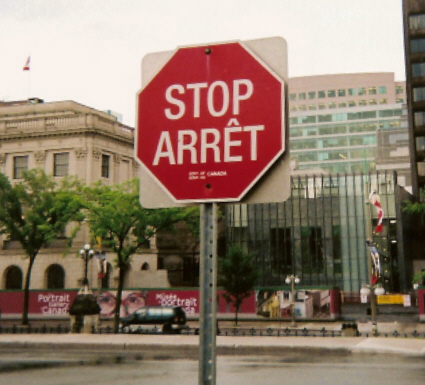
Senyal de trànsit a Ottawa

Des de l'arribada de Jacques Cartier, el francès fou l'idioma oficial de la Nova França. Diverses onades de població procedents de França varen ocupar l'est del Canadà. Entre les quals, els acadians que principalment habiten a les quatre províncies de l'Atlàntic: Nova Escòcia, el Nova Brunswick, l'Illa del Príncep Eduard i Terranova. A totes les províncies canadenques, es troben molts francòfons amb origen francès.

#### Al Quebec
Al Quebec, en particular, l'idioma francès no s'ha alimentat majorment de les contribucions de la metròpoli, ni ha estat sotmès a la seva influència des de la conquesta anglesa el 1759 fins al segle xx. El francès ha conservat les seves influències de lèxic pres del vocabulari de la marina del segle xviii («barrer» la porta per «fermer», per exemple), però també les formes arcaiques de francès nord-americà: es diu «breuvage» (beuratge o bevenda) en comptes de «boisson» (beguda) és una diferència similar a la que existeix entre l'americà beverage i el drink britànic, el terme en quebequès ha conservat el mateix sentit neutre que en francès antic (boisson).
Des de la segona meitat del segle xx una veritable enginyeria lingüística participa en l'evolució del francès del Quebec, incloent-hi la invenció de neologismes quebequesos per a reemplaçar els anglicismes. Al correu electrònic li diuen «courriel» en comptes d'e-mail; al xat li diuen «clavardage» en comptes de chat i al correu porqueria o escombraria, l'anomenen «pourriel» en lloc de spam.
L'Office québécois de la langue française (OQLF) té, dins les seves tasques, vigilar la terminologia, els equivalents del Quebec de l'Acadèmia Francesa a França: el seu paper és alhora normatiu i d'assessorament. En el món de parla francesa, la influència i modernitat de la OQLF i del francès quebequès en matèria de lèxic (paraules anglosaxones, neologismes, etc.) és important fins i tot fora del Quebec, per exemple, l'Acadèmia Francesa «importa» i inclou moltes aportacions lèxiques quebequeses, enriquint el francès internacional i permetent la difusió d'aquests termes en el món francòfon. Per exemple, després que inicialment han estat «marcats» com a quebecismes, els termes com «courriel» es consideren ara mots estàndard per a tots els països de parla francesa («francès Internacional) i no són necessàriament» diferenciats.
El propòsit de la OQLF en els afers de la terminologia no és apartar-se de la norma internacional francesa (gramàtica, etc.), sinó regular-ne la variant d'Amèrica del Nord, en conformitat amb les normes comunes de la llengua francesa (corpus comú). En aquest sentit, el vocabulari d'aquesta Oficina contribuirà a enriquir la contribució internacional del francès del Quebec. L'oficina ofereix a Internet el seu Gran diccionari terminològic
El Quebec desplega tots els mitjans per millorar la qualitat de l'ensenyament de francès. Com a referència, darrerament ha adoptat un nou mètode per a l'ensenyament de la gramàtica francesa.
El Multidictionnaire de la langue français és l'eina de referència per consultar en francès paraules, anglicismes, falsos amics.
La Carta de la llengua francesa, també coneguda com a Llei 101, va permetre de formalitzar i protegir la llengua francesa a la província del Quebec. A més a més, l'aprenentatge de l'idioma francès als ciutadans nouvinguts esdevé una prioritat per al govern del Quebec.

## El francès al món

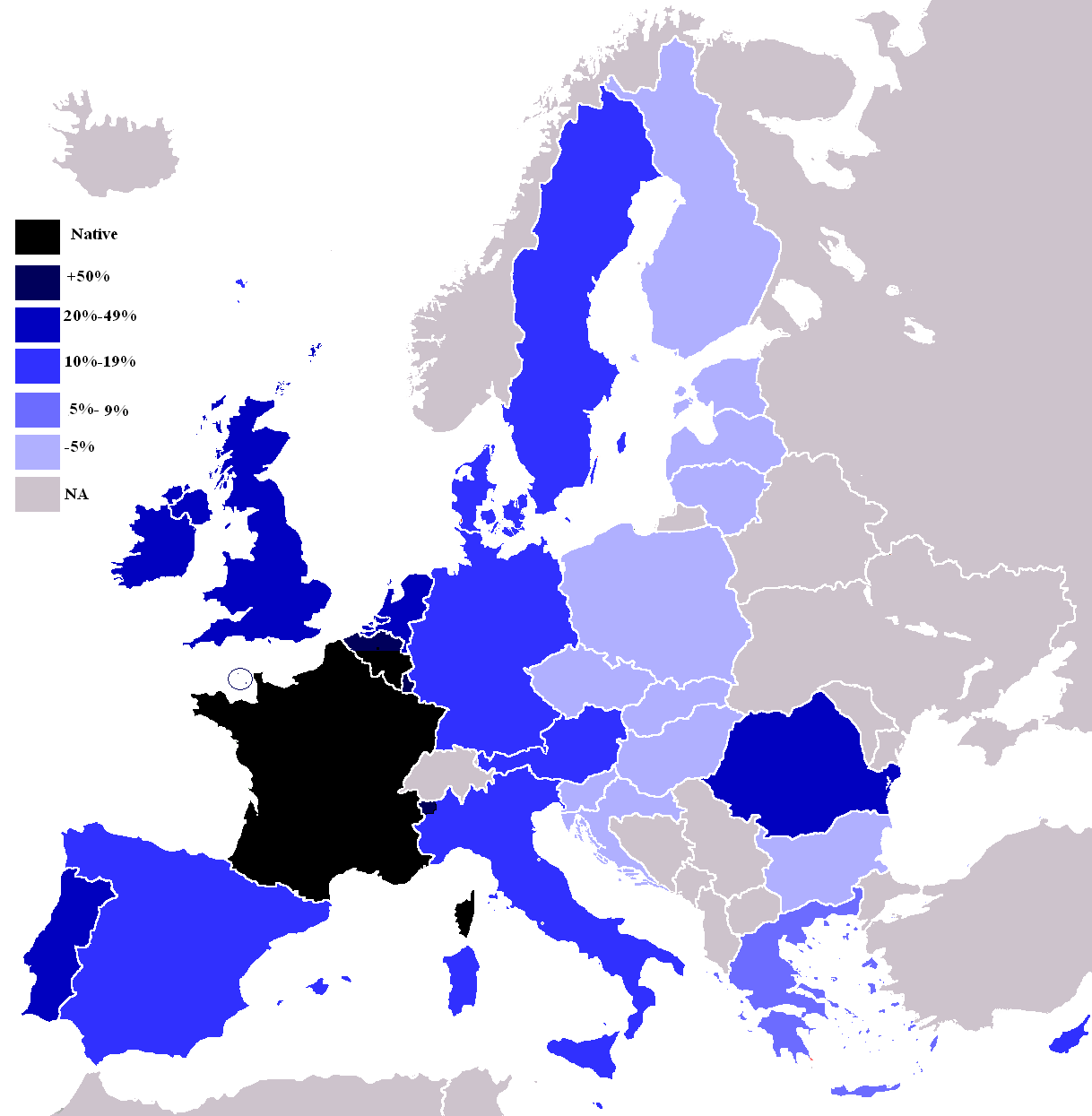
El coneixement de francès a la Unió Europea i els països candidats.

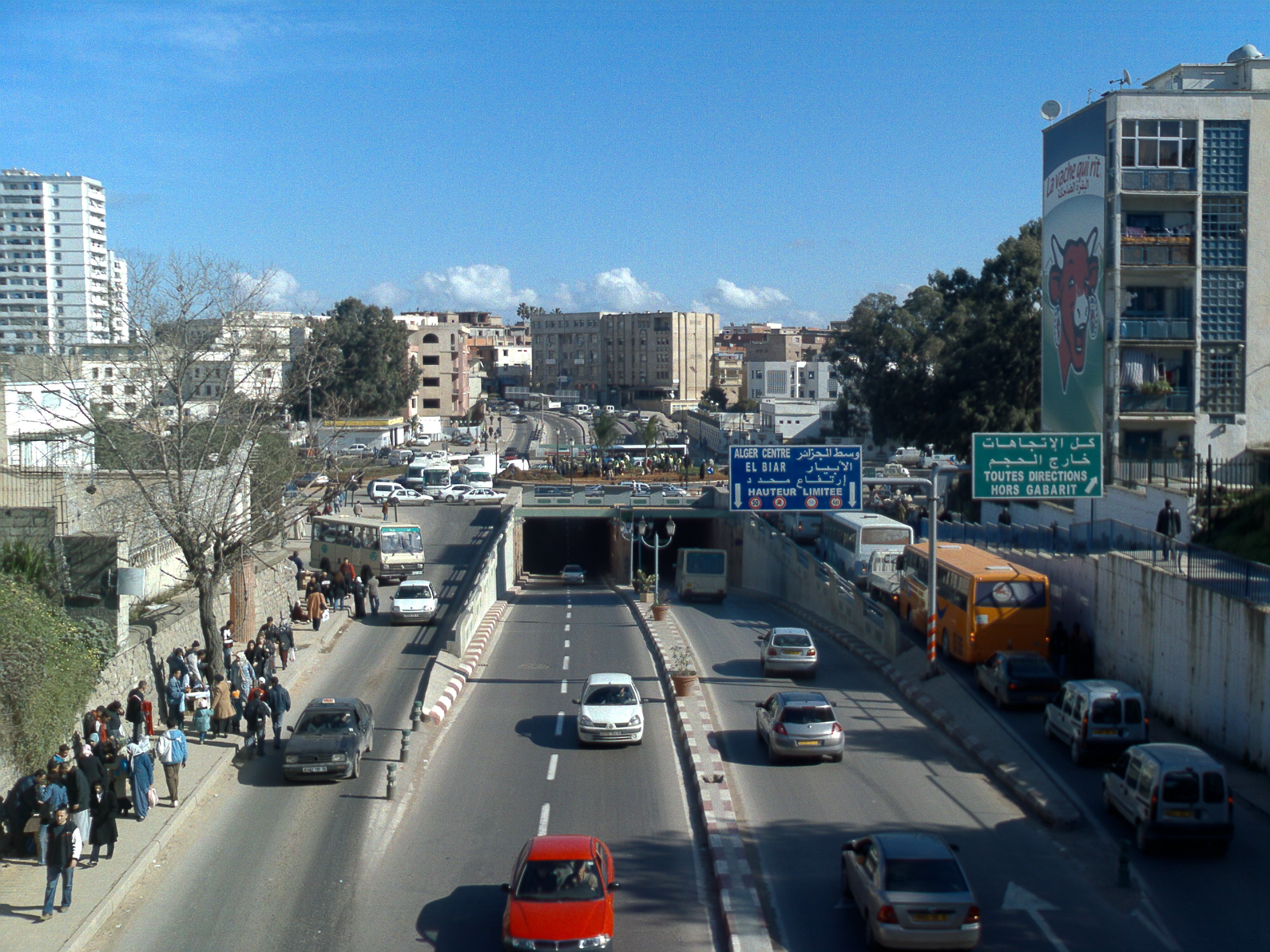
Publicitat bilingüe àrab / francès a Algèria

El francès és la llengua oficial de molts països, i s'utilitza àmpliament a molts altres països. Una part de les nacions que fan servir aquests llengua s'agrupen dins de la «francofonia». Més enllà del context lingüístic, l'Alt Consell de la Francofonia és una plataforma per als bescanvis d'una tercera part dels països del planeta. Aquesta tendència confirma una redefinició del lloc del francès al món. Una recent estimació calcula que hi ha uns 265 milions de persones capaces de parlar francès al món.

### El francès, llengua internacional
Fill del llatí, el francès el va substituir com a idioma internacional en el segle xvii abans de cedir aquest lloc a l'anglès després de la Segona Guerra Mundial. El 1685, Pierre Bayle va escriure que el francès és «la forma de comunicació de tots els pobles d'Europa». La principal causa d'aquesta hegemonia fou el poder de l'estat francès a l'època. El 6 de març de 1714, el Tractat de Rastatt que marca el final de la guerra de Successió és escrit només en francès.
El francès esdevé la llengua internacional per excel·lència fins al 1919. Georges Clemenceau acceptà que el Tractat de Versalles que va posar fi a la Primera Guerra Mundial fos escrit en francès i anglès. Des de llavors, l'anglès guanya en practicants contra el francès.
Al començament del segle xxi, el francès encara conserva moltes de les seves prerrogatives. Si els organismes internacionals poden acceptar més d'un idioma oficial, la llengua de referència en cas de conflicte és majoritàriament el francès.
Un exemple en fou l'intent d'imposar l'anglès en lloc de francès com a llengua de referència al Comitè Olímpic Internacional, i que va ser rebutjat. L'article 24 de la Carta Olímpica diu: «Els idiomes oficials del COI són el francès i l'anglès. (...) En cas de divergència entre el francès i el text en anglès de la Carta Olímpica i de qualsevol altre document del COI, el text francès prevaldrà llevat que es disposi expressament el contrari.»
Hi ha fins i tot organitzacions internacionals, en les quals l'única llengua oficial és el francès: la Unió Postal Universal concretament. Tanmateix, l'anglès és clarament preferible al francès en terme de publicacions científiques o els discursos des de la tribuna de l'ONU, per exemple. A la Unió Europea, el domini de l'anglès també està erosionant el francès.
Si bé el francès arriba a mantenir la seva posició institucional, el seu ús en la vida quotidiana com a idioma de treball es perd, l'enfortiment d'aquest descens és real des del 1919.

### Idioma oficial
El francès roman un dels idiomes oficials de moltes organitzacions internacionals.
El francès és el segon idioma de l'OCDE, que té la seu a París. És una de les sis llengües oficials de les Nacions Unides i de la UNESCO (amb l'anglès, espanyol, rus, xinès mandarí, i àrab).
El francès és llengua oficial de moltes altres institucions i organitzacions de tota sort.

### Llengua de treball
El francès és també un dels dos idiomes de treball de les Nacions Unides i tots els seus organismes. El francès és un dels tres idiomes de treball de la Unió Africana. També és una de les tres principals llengües de treball de la Unió Europea i de la Comissió Europea amb l'alemany i l'anglès.
A la pràctica, l'ús del francès com a idioma de treball hauria de reflectir-se en l'ús d'eines d'ordinador com el Web semàntic.

### Llengua estrangera
També és l'idioma que creix més ràpidament en tot el continent africà (com la llengua oficial o llengua estrangera).
El francès s'ensenya en moltes universitats d'arreu del món i té una particular influència en el món diplomàtic, periodístic, judicial i acadèmic. El francès és la segona llengua estrangera més ensenyada a les escoles de la Unió Europea. Amb l'entrada de Romania i Bulgària a la Unió Europea des de gener de 2007, el francès avança l'alemany com a llengua estrangera més ensenyada a la Unió Europea després de l'anglès. En general, el francès resta un dels idiomes més ensenyats al món.
A causa de la gran presència de l'espanyol a Amèrica Llatina, aquest és l'únic continent on el francès no és la primera llengua estrangera. En altres països de parla anglesa (Irlanda, Canadà, etc.), El francès manté el privilegi de ser la primera llengua estrangera ensenyada i molt per davant d'altres idiomes.

### Els francòfons

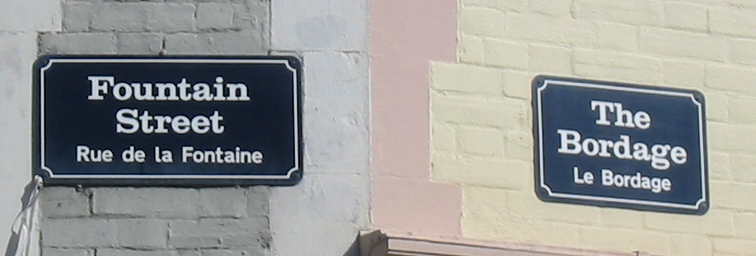
Els senyals bilingües a Guernsey

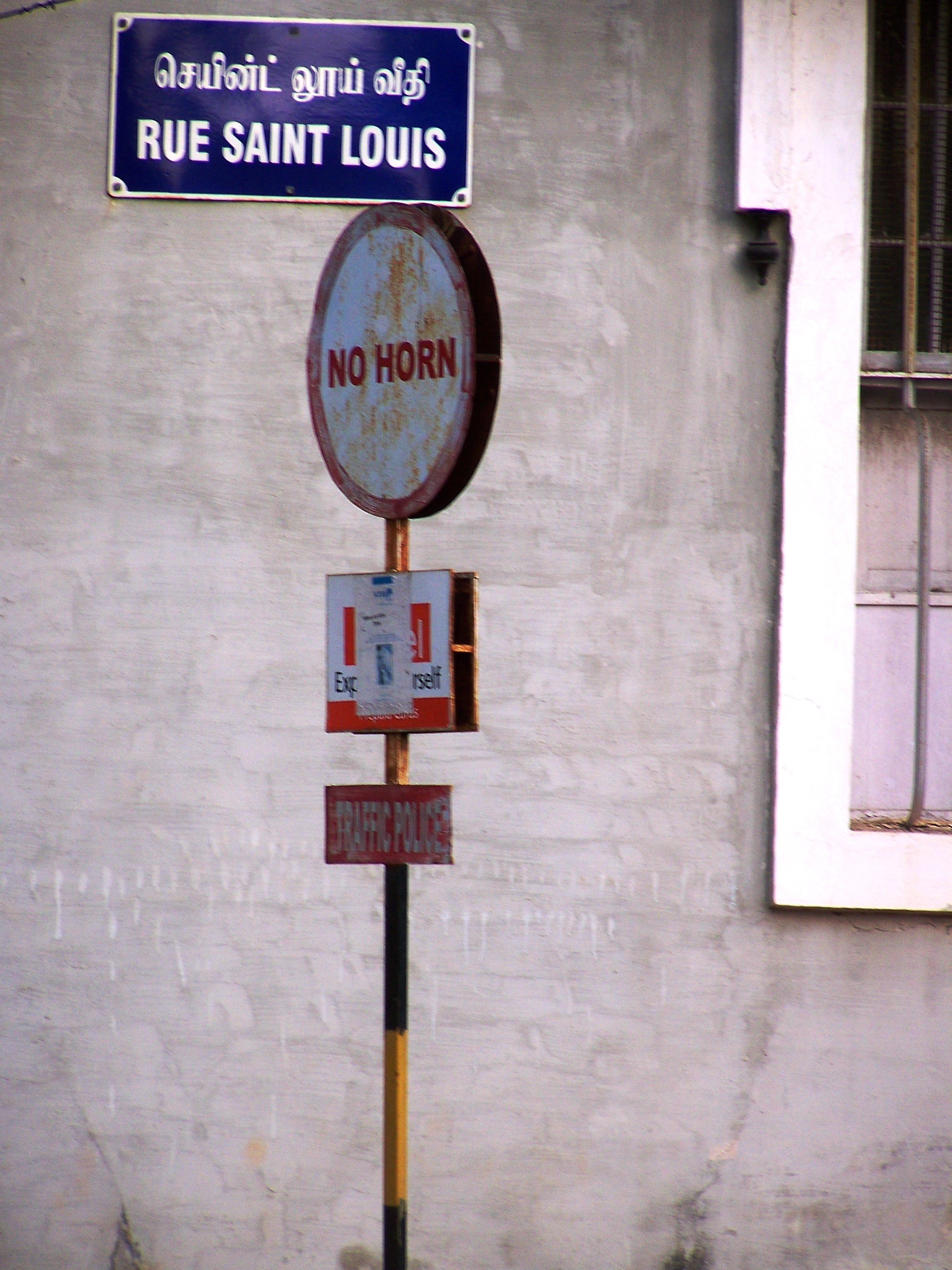
Els rètols bilingües a Pondicherry (Índia)

El 1998, l'Alt Consell de la Francofonia va considerar com a francòfons «reals» 112, 6 milions als quals cal afegir 60,6 milions de francòfons com a «parcials» o «discrecionals» o sigui 173,2 milions de francòfons. A més, 100 a 110 milions de «practicants», que, com diu el report oficial, «han après el francès durant uns anys i han mantingut un cert domini del llenguatge o als quals els agrada practicar-lo, ni que sia parcialment, pel seu treball.» Un estudi similar va ser fet per la mateixa organització el 1989 (report publicat el 1990), amb 104,6 milions de francòfons «reals» i uns 54,2 milions de «parcials», és a dir, 158,8 milions de francòfons. L'augmentació és significativa amb un increment de 14,4 milions en 9 anys. Dos milions d'aquests «nous» francòfons són de França, evidentment a causa de la demografia, però el gruix és al continent africà. La República Democràtica del Congo esdevindrà el primer país de parla francesa al món. Extrapolant aquestes xifres, podem estimar el nombre de francòfons oficialment al voltant de 183 milions el 2005 i el nombre total de persones capaces de parlar francès a uns 265 milions.
Encara que és difícil de mesurar amb exactitud el nombre total de parlants d'una llengua, s'estima que el francès és un dels 10 idiomes més parlats al món.
Les projeccions de l'ONU han desenvolupat diversos escenaris per a avaluar diferents hipòtesis sobre el futur de la francofonia. Els dos més versemblants són els més optimistes i més pessimistes. El futur de la llengua depèn en gran manera del desenvolupament de l'ensenyament a l'Àfrica, el nombre de parlants pot variar significativament. Segons l'escenari més pessimista, basat simplement en el nombre actual i els canvis demogràfics, el francès tindria 276 milions de persones a tot el món. En el marc de l'escenari més optimista, les xifres serien totalment diferents. Amb l'ensenyament per a tothom i el creixement de la població a l'Àfrica, es considera que el nombre de parlants de francès seria de més de 680 milions. Per descomptat això no passarà sense l'ajuda dels països francòfons del nord.
El pes demogràfic dels francòfons al món prendria aleshores una altra dimensió: el 8% de la població del món seria de parla francesa el 2050 contra 2,9% d'avui. Amb una perspectiva d'escolarització dels països del sud, els africans representarien més del 80% del total del francès, mentre que els europeus no representarien més de l'11%. Això demostra la importància i el pes d'Àfrica a la Francofonia, i la importància de l'ensenyament en aquest continent.